# Susan Williams (baronne Williams de Trafford)
Susan Frances Maria Williams, baronne Williams de Trafford, née McElroy le 16 mai 1967 à Cork,,, est une femme politique britannique, membre du Parti conservateur et pair à vie.
De 2022 à 2024, elle est Whip en chef à la Chambre des lords et capitaine de la Garde rapprochée du souverain britannique dans le gouvernement de Rishi Sunak.

## Biographie
Elle fait ses études à La Sagesse School, une école privée catholique romaine à Newcastle upon Tyne, et à l'université de Huddersfield, où elle obtient un BSc en nutrition appliquée.
Elle est membre du Trafford Metropolitan Borough Council de 1998 à 2011, représentant Altrincham, et dirigeante du conseil de 2004 à 2009. Elle est également membre de divers organismes publics dans la région du Nord-Ouest. En tant que candidate au Parlement, elle s'est présentée sans succès dans la circonscription de Wythenshawe et Sale East en 2001, et dans la circonscription de Bolton West aux élections générales de 2010, perdant par 92 voix. Le 20 septembre 2013, elle est créée pair à vie en tant que baronne Williams de Trafford, de Hale dans le comté du Grand Manchester.
En avril 2014, la baronne Williams de Trafford succède au comte Attlee en tant que Lord-in-waiting (whip du gouvernement).
En 2015, David Cameron nomme Susan Williams dans son deuxième gouvernement en tant que sous-secrétaire d'État parlementaire aux Communautés et au Gouvernement local. Le 28 mai 2015, elle présente le projet de loi 2015-2016 sur la décentralisation des villes et des gouvernements locaux à la Chambre des lords.
Elle est mariée à Alex Williams. Elle a trois enfants, Jessica, Edward et Elizabeth.